# Tallano
Tallano è un'antica circoscrizione (pieve) della Corsica. Situata al sud dell'isola, essa dipendeva dalla Provincia di Sartena sul piano civile e dalla diocesi di Ajaccio su quello religioso.

## Geografia
La microregione del Tallano occupa metà della valle del fiume Rizzanese e fa parte del Parco naturale regionale della Corsica. Essa è costituita, risalendo la valle, dai territori dei comuni:
- Olmiccia (Ulmiccia)
- Santa Lucia di Tallano (Santa Lucìa di Tallà), comprensivo di Sant'Andrea di Tallano (Sant'Andrìa di Tallà) e Poggio di Tallano (U Poghju di Tallà), capoluogo della pieve
- Mela (Mela di Tallà)
- Altagene (Altaghjè)
- Loreto di Tallano (Laretu di Tallà)
- Cargiaca (Carghjaca)
- Zoza (Zoza).

I suoi abitanti sono detti Tallanesi.
Le pievi limitrofe di Tallano sono:
- nord-ovest: Viggiano
- nord: Scopamène
- nord-est: Scopamène
- ovest: Viggiano
- est: Carbini
- sudovest: Sartène
- sud: Sartène
- sudest: Carbini